# 1763 aux échecs
| Années des échecs : 1760 - 1761 - 1762 - 1763 - 1764 - 1765 - 1766    |
| Décennies des échecs : 1730 - 1740 - 1750 - 1760 - 1770 - 1780 - 1790 |

Cet article présente les faits marquants de l'année 1763 aux échecs.

## Événements majeurs
|   | a | b | c | d | e | f | g | h |   |
| 8 | Tour noire sur case noire f8 · Roi noir sur case blanche g8 · Pion noir sur case blanche f7 · Dame blanche sur case noire g7 · Pion noir sur case blanche h7 · Pion blanc sur case noire f6 · Pion noir sur case blanche g6 | Tour noire sur case noire f8 · Roi noir sur case blanche g8 · Pion noir sur case blanche f7 · Dame blanche sur case noire g7 · Pion noir sur case blanche h7 · Pion blanc sur case noire f6 · Pion noir sur case blanche g6 | Tour noire sur case noire f8 · Roi noir sur case blanche g8 · Pion noir sur case blanche f7 · Dame blanche sur case noire g7 · Pion noir sur case blanche h7 · Pion blanc sur case noire f6 · Pion noir sur case blanche g6 | Tour noire sur case noire f8 · Roi noir sur case blanche g8 · Pion noir sur case blanche f7 · Dame blanche sur case noire g7 · Pion noir sur case blanche h7 · Pion blanc sur case noire f6 · Pion noir sur case blanche g6 | Tour noire sur case noire f8 · Roi noir sur case blanche g8 · Pion noir sur case blanche f7 · Dame blanche sur case noire g7 · Pion noir sur case blanche h7 · Pion blanc sur case noire f6 · Pion noir sur case blanche g6 | Tour noire sur case noire f8 · Roi noir sur case blanche g8 · Pion noir sur case blanche f7 · Dame blanche sur case noire g7 · Pion noir sur case blanche h7 · Pion blanc sur case noire f6 · Pion noir sur case blanche g6 | Tour noire sur case noire f8 · Roi noir sur case blanche g8 · Pion noir sur case blanche f7 · Dame blanche sur case noire g7 · Pion noir sur case blanche h7 · Pion blanc sur case noire f6 · Pion noir sur case blanche g6 | Tour noire sur case noire f8 · Roi noir sur case blanche g8 · Pion noir sur case blanche f7 · Dame blanche sur case noire g7 · Pion noir sur case blanche h7 · Pion blanc sur case noire f6 · Pion noir sur case blanche g6 | 8 |
| 7 | Tour noire sur case noire f8 · Roi noir sur case blanche g8 · Pion noir sur case blanche f7 · Dame blanche sur case noire g7 · Pion noir sur case blanche h7 · Pion blanc sur case noire f6 · Pion noir sur case blanche g6 | Tour noire sur case noire f8 · Roi noir sur case blanche g8 · Pion noir sur case blanche f7 · Dame blanche sur case noire g7 · Pion noir sur case blanche h7 · Pion blanc sur case noire f6 · Pion noir sur case blanche g6 | Tour noire sur case noire f8 · Roi noir sur case blanche g8 · Pion noir sur case blanche f7 · Dame blanche sur case noire g7 · Pion noir sur case blanche h7 · Pion blanc sur case noire f6 · Pion noir sur case blanche g6 | Tour noire sur case noire f8 · Roi noir sur case blanche g8 · Pion noir sur case blanche f7 · Dame blanche sur case noire g7 · Pion noir sur case blanche h7 · Pion blanc sur case noire f6 · Pion noir sur case blanche g6 | Tour noire sur case noire f8 · Roi noir sur case blanche g8 · Pion noir sur case blanche f7 · Dame blanche sur case noire g7 · Pion noir sur case blanche h7 · Pion blanc sur case noire f6 · Pion noir sur case blanche g6 | Tour noire sur case noire f8 · Roi noir sur case blanche g8 · Pion noir sur case blanche f7 · Dame blanche sur case noire g7 · Pion noir sur case blanche h7 · Pion blanc sur case noire f6 · Pion noir sur case blanche g6 | Tour noire sur case noire f8 · Roi noir sur case blanche g8 · Pion noir sur case blanche f7 · Dame blanche sur case noire g7 · Pion noir sur case blanche h7 · Pion blanc sur case noire f6 · Pion noir sur case blanche g6 | Tour noire sur case noire f8 · Roi noir sur case blanche g8 · Pion noir sur case blanche f7 · Dame blanche sur case noire g7 · Pion noir sur case blanche h7 · Pion blanc sur case noire f6 · Pion noir sur case blanche g6 | 7 |
| 6 | Tour noire sur case noire f8 · Roi noir sur case blanche g8 · Pion noir sur case blanche f7 · Dame blanche sur case noire g7 · Pion noir sur case blanche h7 · Pion blanc sur case noire f6 · Pion noir sur case blanche g6 | Tour noire sur case noire f8 · Roi noir sur case blanche g8 · Pion noir sur case blanche f7 · Dame blanche sur case noire g7 · Pion noir sur case blanche h7 · Pion blanc sur case noire f6 · Pion noir sur case blanche g6 | Tour noire sur case noire f8 · Roi noir sur case blanche g8 · Pion noir sur case blanche f7 · Dame blanche sur case noire g7 · Pion noir sur case blanche h7 · Pion blanc sur case noire f6 · Pion noir sur case blanche g6 | Tour noire sur case noire f8 · Roi noir sur case blanche g8 · Pion noir sur case blanche f7 · Dame blanche sur case noire g7 · Pion noir sur case blanche h7 · Pion blanc sur case noire f6 · Pion noir sur case blanche g6 | Tour noire sur case noire f8 · Roi noir sur case blanche g8 · Pion noir sur case blanche f7 · Dame blanche sur case noire g7 · Pion noir sur case blanche h7 · Pion blanc sur case noire f6 · Pion noir sur case blanche g6 | Tour noire sur case noire f8 · Roi noir sur case blanche g8 · Pion noir sur case blanche f7 · Dame blanche sur case noire g7 · Pion noir sur case blanche h7 · Pion blanc sur case noire f6 · Pion noir sur case blanche g6 | Tour noire sur case noire f8 · Roi noir sur case blanche g8 · Pion noir sur case blanche f7 · Dame blanche sur case noire g7 · Pion noir sur case blanche h7 · Pion blanc sur case noire f6 · Pion noir sur case blanche g6 | Tour noire sur case noire f8 · Roi noir sur case blanche g8 · Pion noir sur case blanche f7 · Dame blanche sur case noire g7 · Pion noir sur case blanche h7 · Pion blanc sur case noire f6 · Pion noir sur case blanche g6 | 6 |
| 5 | Tour noire sur case noire f8 · Roi noir sur case blanche g8 · Pion noir sur case blanche f7 · Dame blanche sur case noire g7 · Pion noir sur case blanche h7 · Pion blanc sur case noire f6 · Pion noir sur case blanche g6 | Tour noire sur case noire f8 · Roi noir sur case blanche g8 · Pion noir sur case blanche f7 · Dame blanche sur case noire g7 · Pion noir sur case blanche h7 · Pion blanc sur case noire f6 · Pion noir sur case blanche g6 | Tour noire sur case noire f8 · Roi noir sur case blanche g8 · Pion noir sur case blanche f7 · Dame blanche sur case noire g7 · Pion noir sur case blanche h7 · Pion blanc sur case noire f6 · Pion noir sur case blanche g6 | Tour noire sur case noire f8 · Roi noir sur case blanche g8 · Pion noir sur case blanche f7 · Dame blanche sur case noire g7 · Pion noir sur case blanche h7 · Pion blanc sur case noire f6 · Pion noir sur case blanche g6 | Tour noire sur case noire f8 · Roi noir sur case blanche g8 · Pion noir sur case blanche f7 · Dame blanche sur case noire g7 · Pion noir sur case blanche h7 · Pion blanc sur case noire f6 · Pion noir sur case blanche g6 | Tour noire sur case noire f8 · Roi noir sur case blanche g8 · Pion noir sur case blanche f7 · Dame blanche sur case noire g7 · Pion noir sur case blanche h7 · Pion blanc sur case noire f6 · Pion noir sur case blanche g6 | Tour noire sur case noire f8 · Roi noir sur case blanche g8 · Pion noir sur case blanche f7 · Dame blanche sur case noire g7 · Pion noir sur case blanche h7 · Pion blanc sur case noire f6 · Pion noir sur case blanche g6 | Tour noire sur case noire f8 · Roi noir sur case blanche g8 · Pion noir sur case blanche f7 · Dame blanche sur case noire g7 · Pion noir sur case blanche h7 · Pion blanc sur case noire f6 · Pion noir sur case blanche g6 | 5 |
| 4 | Tour noire sur case noire f8 · Roi noir sur case blanche g8 · Pion noir sur case blanche f7 · Dame blanche sur case noire g7 · Pion noir sur case blanche h7 · Pion blanc sur case noire f6 · Pion noir sur case blanche g6 | Tour noire sur case noire f8 · Roi noir sur case blanche g8 · Pion noir sur case blanche f7 · Dame blanche sur case noire g7 · Pion noir sur case blanche h7 · Pion blanc sur case noire f6 · Pion noir sur case blanche g6 | Tour noire sur case noire f8 · Roi noir sur case blanche g8 · Pion noir sur case blanche f7 · Dame blanche sur case noire g7 · Pion noir sur case blanche h7 · Pion blanc sur case noire f6 · Pion noir sur case blanche g6 | Tour noire sur case noire f8 · Roi noir sur case blanche g8 · Pion noir sur case blanche f7 · Dame blanche sur case noire g7 · Pion noir sur case blanche h7 · Pion blanc sur case noire f6 · Pion noir sur case blanche g6 | Tour noire sur case noire f8 · Roi noir sur case blanche g8 · Pion noir sur case blanche f7 · Dame blanche sur case noire g7 · Pion noir sur case blanche h7 · Pion blanc sur case noire f6 · Pion noir sur case blanche g6 | Tour noire sur case noire f8 · Roi noir sur case blanche g8 · Pion noir sur case blanche f7 · Dame blanche sur case noire g7 · Pion noir sur case blanche h7 · Pion blanc sur case noire f6 · Pion noir sur case blanche g6 | Tour noire sur case noire f8 · Roi noir sur case blanche g8 · Pion noir sur case blanche f7 · Dame blanche sur case noire g7 · Pion noir sur case blanche h7 · Pion blanc sur case noire f6 · Pion noir sur case blanche g6 | Tour noire sur case noire f8 · Roi noir sur case blanche g8 · Pion noir sur case blanche f7 · Dame blanche sur case noire g7 · Pion noir sur case blanche h7 · Pion blanc sur case noire f6 · Pion noir sur case blanche g6 | 4 |
| 3 | Tour noire sur case noire f8 · Roi noir sur case blanche g8 · Pion noir sur case blanche f7 · Dame blanche sur case noire g7 · Pion noir sur case blanche h7 · Pion blanc sur case noire f6 · Pion noir sur case blanche g6 | Tour noire sur case noire f8 · Roi noir sur case blanche g8 · Pion noir sur case blanche f7 · Dame blanche sur case noire g7 · Pion noir sur case blanche h7 · Pion blanc sur case noire f6 · Pion noir sur case blanche g6 | Tour noire sur case noire f8 · Roi noir sur case blanche g8 · Pion noir sur case blanche f7 · Dame blanche sur case noire g7 · Pion noir sur case blanche h7 · Pion blanc sur case noire f6 · Pion noir sur case blanche g6 | Tour noire sur case noire f8 · Roi noir sur case blanche g8 · Pion noir sur case blanche f7 · Dame blanche sur case noire g7 · Pion noir sur case blanche h7 · Pion blanc sur case noire f6 · Pion noir sur case blanche g6 | Tour noire sur case noire f8 · Roi noir sur case blanche g8 · Pion noir sur case blanche f7 · Dame blanche sur case noire g7 · Pion noir sur case blanche h7 · Pion blanc sur case noire f6 · Pion noir sur case blanche g6 | Tour noire sur case noire f8 · Roi noir sur case blanche g8 · Pion noir sur case blanche f7 · Dame blanche sur case noire g7 · Pion noir sur case blanche h7 · Pion blanc sur case noire f6 · Pion noir sur case blanche g6 | Tour noire sur case noire f8 · Roi noir sur case blanche g8 · Pion noir sur case blanche f7 · Dame blanche sur case noire g7 · Pion noir sur case blanche h7 · Pion blanc sur case noire f6 · Pion noir sur case blanche g6 | Tour noire sur case noire f8 · Roi noir sur case blanche g8 · Pion noir sur case blanche f7 · Dame blanche sur case noire g7 · Pion noir sur case blanche h7 · Pion blanc sur case noire f6 · Pion noir sur case blanche g6 | 3 |
| 2 | Tour noire sur case noire f8 · Roi noir sur case blanche g8 · Pion noir sur case blanche f7 · Dame blanche sur case noire g7 · Pion noir sur case blanche h7 · Pion blanc sur case noire f6 · Pion noir sur case blanche g6 | Tour noire sur case noire f8 · Roi noir sur case blanche g8 · Pion noir sur case blanche f7 · Dame blanche sur case noire g7 · Pion noir sur case blanche h7 · Pion blanc sur case noire f6 · Pion noir sur case blanche g6 | Tour noire sur case noire f8 · Roi noir sur case blanche g8 · Pion noir sur case blanche f7 · Dame blanche sur case noire g7 · Pion noir sur case blanche h7 · Pion blanc sur case noire f6 · Pion noir sur case blanche g6 | Tour noire sur case noire f8 · Roi noir sur case blanche g8 · Pion noir sur case blanche f7 · Dame blanche sur case noire g7 · Pion noir sur case blanche h7 · Pion blanc sur case noire f6 · Pion noir sur case blanche g6 | Tour noire sur case noire f8 · Roi noir sur case blanche g8 · Pion noir sur case blanche f7 · Dame blanche sur case noire g7 · Pion noir sur case blanche h7 · Pion blanc sur case noire f6 · Pion noir sur case blanche g6 | Tour noire sur case noire f8 · Roi noir sur case blanche g8 · Pion noir sur case blanche f7 · Dame blanche sur case noire g7 · Pion noir sur case blanche h7 · Pion blanc sur case noire f6 · Pion noir sur case blanche g6 | Tour noire sur case noire f8 · Roi noir sur case blanche g8 · Pion noir sur case blanche f7 · Dame blanche sur case noire g7 · Pion noir sur case blanche h7 · Pion blanc sur case noire f6 · Pion noir sur case blanche g6 | Tour noire sur case noire f8 · Roi noir sur case blanche g8 · Pion noir sur case blanche f7 · Dame blanche sur case noire g7 · Pion noir sur case blanche h7 · Pion blanc sur case noire f6 · Pion noir sur case blanche g6 | 2 |
| 1 | Tour noire sur case noire f8 · Roi noir sur case blanche g8 · Pion noir sur case blanche f7 · Dame blanche sur case noire g7 · Pion noir sur case blanche h7 · Pion blanc sur case noire f6 · Pion noir sur case blanche g6 | Tour noire sur case noire f8 · Roi noir sur case blanche g8 · Pion noir sur case blanche f7 · Dame blanche sur case noire g7 · Pion noir sur case blanche h7 · Pion blanc sur case noire f6 · Pion noir sur case blanche g6 | Tour noire sur case noire f8 · Roi noir sur case blanche g8 · Pion noir sur case blanche f7 · Dame blanche sur case noire g7 · Pion noir sur case blanche h7 · Pion blanc sur case noire f6 · Pion noir sur case blanche g6 | Tour noire sur case noire f8 · Roi noir sur case blanche g8 · Pion noir sur case blanche f7 · Dame blanche sur case noire g7 · Pion noir sur case blanche h7 · Pion blanc sur case noire f6 · Pion noir sur case blanche g6 | Tour noire sur case noire f8 · Roi noir sur case blanche g8 · Pion noir sur case blanche f7 · Dame blanche sur case noire g7 · Pion noir sur case blanche h7 · Pion blanc sur case noire f6 · Pion noir sur case blanche g6 | Tour noire sur case noire f8 · Roi noir sur case blanche g8 · Pion noir sur case blanche f7 · Dame blanche sur case noire g7 · Pion noir sur case blanche h7 · Pion blanc sur case noire f6 · Pion noir sur case blanche g6 | Tour noire sur case noire f8 · Roi noir sur case blanche g8 · Pion noir sur case blanche f7 · Dame blanche sur case noire g7 · Pion noir sur case blanche h7 · Pion blanc sur case noire f6 · Pion noir sur case blanche g6 | Tour noire sur case noire f8 · Roi noir sur case blanche g8 · Pion noir sur case blanche f7 · Dame blanche sur case noire g7 · Pion noir sur case blanche h7 · Pion blanc sur case noire f6 · Pion noir sur case blanche g6 | 1 |
|   | a | b | c | d | e | f | g | h |   |

- Sir William Jones écrit le poème Caïssa[1]. Il crée le personnage de Caïssa, déesse du jeu d’échecs[Note 1].
- Giambattista Lolli (1698-1769) publie, à Bologne, une centaine de fins de parties, dans les Osservazioni teorico-pratiche sopra il giuoco degli scacchi. Il y publie notamment un mat qui porte son nom.

## Divers
- Changement de propriétaire au Café de la Régence : Leclerc laisse sa place au sieur Rey.

## Naissances
- Johann Allgaier, joueur (notamment opérateur du Turc mécanique), théoricien et auteur. Il est aussi l’auteur du gambit Allgaier (de), variante du gambit du roi.